# Les Deux Gosses (romanzo)
Les Deux Gosses (conosciuto in lingua italiana come "I due derelitti") è un romanzo dello scrittore francese Pierre Decourcelle, pubblicato per la prima volta nel 1880. 

## Trama
Il conte Georges de Kerlor, convinto che sua moglie lo abbia tradito e quel piccolo Jean, il ragazzo che ha cresciuto come figlio, non sia in realtà il suo, affida il povero ragazzo a un malvivente soprannominato La Limace, che ha già un ragazzo, Claudinet. Jean viene ribattezzato Fanfan e, crescendo con Claudinet, i due ragazzi diventano inseparabili.

## Edizioni italiane
- I due derelitti, o Le tempeste del cuore, versione italiana di Armando Gorlini, Milano: Gorlini, 1928.
- I due derelitti, traduzione [dal francese] di Alberto Tedeschi, Milano: Aurora, 1935.

## Adattamenti teatrali e cinematografici
Nel 1896 il romanzo fu adattato per il teatro dall'Autore, che ne fece un dramma in 5 atti, messo in scena a Parigi al Théâtre de l'Ambigu. In seguito il soggetto sarà ripreso in numerosi adattamenti cinematografici:
- Les Deux Gosses, corto muto francese del 1906, diretto da Louis Feuillade
- Les Deux Gosses, corto muto francese del 1912, diretto da Adrien Caillard e interpretato da Madeleine Fromet e Maria Fromet.
- Les Deux Gosses, corto muto francese del 1914, diretto da Albert Capellani
- Jealous Husbands, film muto statunitense del 1923, diretto da Maurice Tourneur e interpretato da Ben Alexander e Marion Feducha.
- Les Deux Gosses, film muto francese del 1924, diretto da Louis Mercanton e interpretato da Leslie Shaw e Jean Forest.
- Les Deux Gosses, film francese del 1936, diretto da Fernand Rivers e interpretato da Serge Grave e Jacques Tavoli.
- Los dos pilletes, film messicano del 1942, diretto da Alfonso Patiño Gómez e interpretato da Narciso Busquets e Polo Ortín.
- I due derelitti, film italiano del 1951, diretto da Flavio Calzavara e interpretato da Enzo Cerusico e Antonio Barone.